# Cecoslovacchia ai XV Giochi olimpici invernali
La Cecoslovacchia partecipò ai XV Giochi olimpici invernali, svoltisi a Calgary, Canada, dal 13 al 28 febbraio 1988, con una delegazione di 60 atleti impegnati in nove discipline.